# アンビックス
株式会社アンビックス（英: Ambix Corp.）は、札幌市中央区に本社を置く観光サービス業。北海道内で温泉宿泊施設やゴルフ場・スキー場などを運営し、体育館や球場などの管理を受託して事業を展開している。

## 沿革
- 1991年（平成03年）：「株式会社アンビックス」設立。「小樽朝里クラッセホテル」オープン。
- 1995年（平成07年）：「札幌クラッセホテル」オープン。
- 1998年（平成10年）：多角経営を目指して「株式会社日動」からホテル事業を一括運営。企画開発事業を始め、業務受託運営、コンサルティング部門に参画。
- 2000年（平成12年）：「森のゆ ホテル花神楽」オープン。
- 2001年（平成13年）：札幌クラッセホテル増室、「レストラン東巴」併設オープン。ゴルフ練習場オープン。
- 2003年（平成15年）：「ニセコ昆布温泉ホテル甘露の森」オープン。「青の洞窟温泉 VIVA美唄 ピパの湯 ゆ～りん館」オープン。
- 2004年（平成16年）：「はぼろ温泉サンセットプラザ」業務受託開始。
- 2005年（平成17年）：「新奈井江カントリークラブ」営業譲受。「苗穂駅前温泉 蔵ノ湯」オープン。
- 2006年（平成18年）：「小樽市総合体育館」指定管理業務受託開始。「みついし昆布温泉 蔵三」オープン。「なんぽろ温泉 ハート&ハート」指定管理業務受託開始。「朝里スキー場」（朝里川温泉スキー場）業務受託開始（2016年受託終了[1]）。
- 2007年（平成19年）：「美唄国設スキー場」、「美唄市パークゴルフ場」、「美唄市体験交流館」、「美唄市営陸上競技場」、「美唄市営野球場」、「サン・スポーツランド美唄」指定管理業務受託開始。
- 2008年（平成20年）：「札幌北広島クラッセホテル」オープン。
- 2009年（平成21年）：「積丹余別 クラッセの宿 Uni-ya-Kinoko」オープン。
- 2010年（平成22年）：「奥屈斜路温泉ランプの宿 森つべつ」オープン。
- 2013年（平成25年）：旧平取温泉（びらとり温泉）業務受託開始。
- 2014年（平成26年）：びらとり温泉移転新築し、「びらとり温泉美味い宿『ゆから』」指定管理業務受託開始。
- 2015年（平成27年）：「VitaminShop 薬 安全堂」オープン。セレモニーホール「クラッセ with メモリエ」開業。
- 2016年（平成28年）：「当別町総合体育館」ほか2施設の指定管理業務受託。
- 2017年（平成29年）：「ナウマン温泉ホテル アルコ236」「道の駅忠類」の運営コンサルティング業務受託開始。
- 2019年（令和 元年）：「敷島定山渓別邸」をオープン。「ラクラッセドゥシェネガ（湯河原町）」をオープン。
- 2022年（令和  4年）：「十勝ナウマン温泉ホテルアルコ」・「道の駅 忠類」の指定管理業務受託開始。
- 2025年（令和  7年）：「西当別コミュニティーセンター」の指定管理業務受託開始。

## 事業内容

### リゾート事業及び、ホテル事業
- 小樽朝里クラッセホテル
- 札幌北広島クラッセホテル（旧札幌北広島プリンスホテル）
- ニセコ昆布温泉 ホテル甘露の森
- はぼろ温泉サンセットプラザ（道の駅ほっと♡はぼろ）
- 森のゆ ホテル花神楽
- VIVA美唄 青の洞窟温泉 ピパの湯 ゆ～りん館
- みついし昆布温泉 蔵三
- なんぽろ温泉ハート&ハート
- 奥屈斜路温泉 ランプの宿 森つべつ
- びらとり温泉 ゆから
- 十勝ナウマン温泉 ホテルアルコ
- 敷島定山渓別邸
- 苗穂駅前温泉 蔵ノ湯

### スポーツ事業
- 新奈井江カントリークラブ
- 美唄国設スキー場
- 美唄市パークゴルフ場
- 美唄市営陸上競技場
- 美唄市営野球場
- サン･スポーツランド美唄
- 当別町総合体育館

### ライフスタイル事業
- 薬 安全堂 東急百貨店札幌店
- 家族葬 クラッセ with メモリエ